# Dora von Stockert-Meynert
Dora von Stockert-Meynert, geborene Theodora Meynert, (* 5. Mai 1870 in Wien; † 24. Februar 1947 ebenda) war eine österreichische Schriftstellerin, Lyrikerin und Dramatikerin. 

## Leben
Dora von Stockert-Meynert war die Tochter von Johanna Meynert (1837–1879), der Mitgründerin und ersten Präsidentin des Wiener Hausfrauenvereins, und des Psychiaters und Hochschullehrers Theodor Meynert. Ihr Großvater war der Schriftsteller und Kritiker Hermann Meynert.
1889 heiratete sie den Regierungsrat Leopold  von Stockert (1860–1938). Sie hatte vier Kinder, die Töchter Emmi, Dorit und Margarethe und den Sohn Franz Günther von Stockert, der als Psychiater tätig war.
1901 veröffentlichte sie ihren ersten Roman, Grenzen der Kraft. Sie gründete den Verband künstlerischer Frauenorganisationen „Panthea“. Sie war Mitglied der  Vereinigung „Concordia“, einem Zusammenschluss österreichischer Schriftstellerinnen und Journalistinnen, und der Schriftstellervereinigung P.E.N.
Ehrenamtlich war sie nach Ende des Ersten Weltkriegs als Präsidentin des Vereins der Schriftstellerinnen und Künstlerinnen tätig.
1926 wurde sie mit dem Ebner-Eschenbach-Preis für die Novellensammlung Euphorion ausgezeichnet. 1930 legte sie das Memoirenwerk Theodor Meynert und seine Zeit vor, das als ein für die österreichische. Geistesgeschichte bedeutsames Werk gilt. Für das Drama Die Blinde erhielt sie den Niederösterreichischen Lands-Autorenpreis.

## Werke (Auswahl)
- Grenzen der Kraft. Roman. 1903
- Sabine. Tragödie einer Liebe. Roman. 1905
- Vom Baum der Erkenntnis und andere Novellen. 1908
- Und sie gingen in ihr Königreich. Roman. 1912
- Erzählungen. Verlag der Karnisch-Julischen Kriegszeitung, Villach, um 1916
- Die Liebe der Zukunft. 1920
- Herr Palejuk. Roman. Enßlin & Laiblin, Reutlingen 1925
- Euphorion. Novellen. Reclam, Leipzig 1926
- Das Bild des Ilje. Roman. Reclam, Leipzig 1928
- Theodor Meynert und seine Zeit. Zur Geistesgeschichte Österreichs in der 2. Hälfte des 19. Jahrhunderts. Memoiren. Österreichischer Bundesverlag, Wien 1930
- Vor dem Spiegel. Roman. 1931
- Kämpfer, Helden, Toren. Novellen. 1932
- Spiegelbilder. Gedichte. Gerstel, Wien 1937